# Maatschappelijk medewerker
Een maatschappelijk medewerker leefbaarheid binnen de sociale huisvesting werkt in de eerste plaats als bewonersondersteuner. Dit houdt in dat hij of zij het gestructureerd overleg tussen huurders, groepen van huurders en de sociale huisvestingssector verder uitbouwt. Naast rechtstreekse bewonersondersteuning kan de maatschappelijk medewerker eveneens ingeschakeld worden in diverse projecten rond leefbaarheid en positieve beeldvorming in de sociale huisvesting.